# Хостес
Хо́стес (з англ. hostess — хазяйка, розпорядниця) — фахівець ресторанної служби, «обличчя» ресторану, «хазяйка залу». Заклади потребують таких працівниць у зв'язку зі зростанням і вдосконаленням рівня культури зустрічі відвідувача (наприклад, в усіх японських закладах гостинність обов'язкова). В коло обов'язків хостес може входити: красиво та привітно зустріти гостя (клієнта), всадити його за стіл, запропонувати та замовити для нього напої і їжу, підтримувати бесіду, супроводжувати клієнтів під час перебування в закладі (інколи навіть і поза закладом), приймати замовлення, розважати клієнта, готувати прості коктейлі, виконати з ним повільний танець та заспівати разом у караоке тощо.
Хостес може контролювати роботу офіціантів, координувати розподіл між ними, навантаження роботи з клієнтами (стежить, щоб відвідувачі розташовувалися рівномірно по зонах роботи офіціантів). У разі потреби хостес бере на себе функції офіціанта. Також в обов'язки хостес може входити змусити відвідувача витратити максимальну кількість грошей в закладі та/або забезпечити повторний прихід клієнта. Дохід хостес найчастіше безпосередньо залежить від витрачених відвідувачем грошей. Якщо гостю сподобається, то він неодмінно повернеться.
В обов'язки хостес не входить вирішення конфліктів, що виникають між клієнтом(-ами) і/або працівниками закладу. Але хостес, створюючи комфортну ситуацію в залі (пропонуючи зручніший стіл, з'ясувавши на скільки персон передбачається замовлення, розподіляючи навантаження між офіціантами), може запобігати розвиткові конфлікту. Грамотна робота хостес багато в чому визначає чи повернеться відвідувач знову.
Зазвичай робота хостес не пов'язана з наданням інтимних послуг (поцілунки, масаж усіх видів, секс тощо), але попит на подібні «бонуси» не зміг не вплинути на появу пропозиції.

## Вимоги до роботи хостес
Робота хостес (консумація) не вимагає спеціальних навичок. Базова освіта не вимагається. Допустимо поєднувати професійну діяльність з основним навчанням.
Вітається знання іноземних мов (зокрема, англійської чи японської), освіта психолога, володіння танцювальними або акробатичними навичками.
Одяг: спідниці, сукні, туфлі на каблуці, макіяж, зачіска, красивий одяг або сценічний костюм, штани з дозволу менеджера клубу. Забороняється: спортивний одяг, джинси, спортивне взуття, відсутність макіяжу.
Як до претендентів на вакансії, що вимагають постійного спілкування з клієнтами, до хостес висуваються вимоги: комунікабельність, стресостійкість, доброзичливість, грамотна мова та ін. Велике значення приділяється зовнішнім даним кандидатів: пристойна приємна зовнішність.

## Оплата праці
Заробітна плата залежить від рівня ресторану. Як правило, складається з двох частин: фіксованого окладу та премій і чайових (як в офіціантів).

## Кар'єрне зростання
Можливості для кар'єрного зростання обмежені. В більшості випадків, хостес поєднує діяльність з навчанням, тому розглядає свою роботу як тимчасову. Проте, маючи бажання, можна отримати добрий досвід управління й адміністрування.